# Яра (приток Северной Двины)
Я́ра (устар. Яровая) — река в России, протекает по территории Котласского района Архангельской области. Левый приток реки Северная Двина. Длина реки составляет 18 км.
Исток Яры расположен в лесах в 11 км к северо-западу от города Красавино близ границы с Вологодской областью. На реке стоит крупный посёлок Приводино.

## Данные водного реестра
По данным государственного водного реестра России относится к Двинско-Печорскому бассейновому округу, водохозяйственный участок реки — (Малая) Северная Двина от начала реки до впадения реки Вычегда, без рек Юг и Сухона (от истока до Кубенского гидроузла), речной подбассейн реки — Малая Северная Двина. Речной бассейн реки — Северная Двина.
Код объекта в государственном водном реестре — 03020100312103000013552.